# Albert Dietrich
Albert Hermann Dietrich (Golk bei Meißen, 28 agosto 1829 – Berlino, 20 novembre 1908) è stato un compositore, direttore d'orchestra e pianista tedesco.

## Biografia
Dal 1851 al 1854 studiò composizione sotto la guida di Robert Schumann a Düsseldorf, dove incontrò anche Brahms. Dal 1861 al 1890 fu direttore musicale alla corte granducale di Oldenburg.
Insieme a Brahms e a Schumann partecipò nel 1853 alla stesura della Sonata  F.A.E. dedicata, come indovinello a sorpresa, al comune amico, già celebre violinista, Joseph Joachim. Dietrich  compose il primo movimento, l'Allegro. (Joachim seppe poi identificare senza fatica i tre compositori dei quattro movimenti, riconoscendoli dalle caratteristiche personali dello stile).
A Bonn, ai funerali di Robert Schumann, a fine luglio del 1856, Dietrich fu tra gli amici più stretti (oltre a Brahms, Joachim, Julius Otto Grimm) ad accompagnare il grande musicista alla sua estrema dimora.
Nel 1859 sposò Clara Sohn, figlia del pittore Karl Ferdinand Sohn, uno degli esponenti della Düsseldorfer Malerschule, maestro tra gli altri di Anselm Feuerbach.
Diversi anni più tardi, nel 1868, è nella biblioteca del suo amico Dietrich che Johannes Brahms scopre, in un vecchio volume di poesie di Hölderlin, il poema Hyperions Schicksalslied (originariamente parte del racconto Hyperion) e inizia subito a comporre, durante un breve soggiorno a Wilhelmshaven, il suo Schicksalslied per coro e orchestra (op. 54). Dietrich si occupò poi, come maestro concertatore, sotto la guida di Karl Reinthaler, della prima esecuzione di Ein deutsches Requiem (Brema, 10 aprile 1868).
Le sue Erinnerungen an Johannes Brahms in Briefen, besonders aus seiner Jugendzeit ("Ricordi di Johannes Brahms nelle lettere, in particolare del periodo della giovinezza"), pubblicati a Lipsia nel 1898, sono ancora oggi una fondamentale fonte biografica su Brahms, in particolare per ciò che concerne appunto il periodo giovanile. In tal modo questo libro di memorie integra perfettamente quello, non meno prezioso, di Richard Heuberger (Erinnerungen an Johannes Brahms) che riguarda invece l'ultimo ventennio della vita del musicista a Vienna (1875-1897).
Lo studioso brahmsiano David Brodbeck ha ipotizzato (in The Cambridge Companion to Brahms, Cambridge University Press, 1999) che proprio Dietrich possa essere l'ignoto autore del Trio con pianoforte in la maggiore, ritrovato nel 1924, e che alcuni musicologi avevano inizialmente attribuito a Brahms. Tuttavia Malcolm MacDonald (in Brahms, 2ª ed., 2001) ritiene che - se è vero che non è possibile assegnare con certezza quest'opera ad alcun compositore specifico, poiché il manoscritto ritrovato è redatto da un copista ed è mancante del frontespizio - Brahms rimane in ogni caso l'autore più plausibile sul piano inventivo e stilistico. (Cfr. in proposito: Marina Caracciolo, Enigmi della musica. Qualche scoperta, qualche mistero. In "Il Pensiero Poetante", III. L'Enigma. Genesi Editrice, Torino, 2010).
Le composizioni di Albert Dietrich sono oggi, forse ingiustamente, dimenticate. Tuttavia la sua opera romantica in 3 atti Robin Hood (1879) è stata ripresa con successo in tempi moderni al Teatro di Erfurt (20 marzo 2011). Anche in campo discografico ci sono recenti incisioni di sue opere sinfoniche e cameristiche, che testimoniano un certo qual risveglio di interesse.

## Opere musicali

### Musica da camera
- Primo movimento (Allegro) della Sonata F.A.E. per violino e pianoforte (di cui Robert Schumann e Johannes Brahms hanno composto rispettivamente i movimenti II e IV, e il III), dedicata a Joseph Joachim
- Trio con pianoforte (pf, vl, vc) n. 1 in do minore op. 9
- Trio con pianoforte (pf, vl, vc) n. 2 in la maggiore op 14

### Concerti
- Concerto per violino e orchestra in re minore op. 30
- Concerto per violoncello e orchestra in sol minore op. 32
- Pezzo da concerto per corno e orchestra in fa maggiore op. 27

### Opera e musiche di scena
- Robin Hood; Opera in 3 atti op. 34
- Cymbeline; Musiche di scena su dramma di Shakespeare, op. 38
- Das Sonntagskind; Opera
- Die Braut vom Liebenstein; dramma scenico per soli, coro e orchestra

### Opere corali
- Sei Lieder per coro misto op. 21 (Schottisches Lied / Nachglück / Frühlingsdrang / Schall der Nacht / Jagdlied / Mir träumt, ich läg wo Blüten sprangen)

### Opere orchestrali
- Sinfonia in re minore op. 20 (dedicata a Johannes Brahms)

## Scritti
- Erinnerungen an Johannes Brahms in Briefen besonders aus seiner Jugendzeit; Otto Vigand, Leipzig, 1898. (Traduzione italiana: Il giovane Brahms - Lettere e Ricordi; a cura di Marina Caracciolo. Libreria Musicale Italiana, Lucca, 2018. ISBN 978-88-7096-936-8).